# Chibed
Chibed (Kibéd en hongrois) est une commune roumaine du județ de Mureș, dans la région historique de Transylvanie et dans la région de développement du Centre.

## Géographie
Chibed est située dans l'est du județ, à la limite avec le județ de Harghita, sur la rivière Târnava Mică, dans les collines de la Târnava, à 10 km au sud-ouest de Sovata et à 50 km à l'est de Târgu Mureș (en hongrois Marosvàsàrhely), le chef-lieu du județ.
Chibed est devenue autonome en 2004 après sa séparation d'avec la commune de Ghindari et elle est composée du seul village de Chibed qui comptait 1785 habitants en 2002.

## Histoire
La première mention écrite du village date de 1499. Chibed est un village sicule ( székhely).
Chibed a appartenu au royaume de Hongrie, puis à l'empire d'Autriche et à l'Empire austro-hongrois.
En 1876, lors de la réorganisation administrative de la Transylvanie, il a été rattaché au comitat de Maros-Torda.
Le village de Chibed a rejoint la Roumanie en 1920, au traité de Trianon, lors de la désagrégation de l'Autriche-Hongrie. Il a été de nouveau occupé par la Hongrie de 1940 à 1944. Il est redevenu roumain en 1945.

## Politique
Le Conseil Municipal de Chibed compte onze sièges de conseillers municipaux. À l'issue des élections municipales de juin 2008, a été élu maire de la commune :
| Parti                                      | Nombre de conseillers |
| ------------------------------------------ | --------------------- |
| Union démocrate magyare de Roumanie (UDMR) | 9                     |
| Parti civique hongrois (PCM)               | 2                     |

## Démographie
En 1910, le village comptait 2 633 Hongrois (100,00 %).
Le recensement de 1930 donne 6 Roumains (0,23 %), 2 443 Hongrois (95,50 %) et 108 Tsiganes (4,22 %).
En 2002, 5 Roumains (0,28 %) côtoient 1 780 Hongrois (99,72 %). À cette date, il y avait 814 ménages et 802 logements.
| 1850  | 1880  | 1900  | 1910  | 1930  | 1956  | 1977  | 1992  | 2002  |
| ----- | ----- | ----- | ----- | ----- | ----- | ----- | ----- | ----- |
| 1 873 | 2 003 | 2 579 | 2 633 | 2 558 | 2 681 | 2 046 | 1 854 | 1 785 |

| 2007  | - | - | - | - | - | - | - | - |
| ----- | - | - | - | - | - | - | - | - |
| 1 721 | - | - | - | - | - | - | - | - |

## Économie
L'économie de la commune repose sur l'agriculture, l'élevage et la transformation du bois. Le village possède une entreprise de transformation de la laine ainsi qu'un petit abattoir.

## Communications

### Routes
Chibed se trouve sur la route nationale DN13A qui relie la route nationale DN13 (Târgu Mureș (Marosvàsàrhely)-Sighișoara (segesvàr)) avec Sovata (szovàta) et Gheorgheni (Dicsőszentmárton) dans le județ de Harghita.

### Voies ferrées
Chibed est situé sur la ligne de chemin de fer Blaj-Praid qui dessert Târnăveni et Sovata.

## Lieux et monuments
- Église réformée : orgues remarquables.